# Папа Паскал II
Папа Паскал II (лат. Paschal II; умро 21. јануара 1118) је био 160. папа од 13. август 1099. до своје смрти 21. јануара 1118. године. Његов понтификат је необично дуг за средњовековне стандарде. Његову владавину карактерише успостава доминације Католичке цркве над, од крсташа освојеним деловима Леванта. Безуспешно је покушавао да оконча борбе за инвеституру. Наследио га је Геласије II.

## Понтификат
Рођен је као Рајнерије у граду Бледи, близу Форлија (Ромања). Рано се замонашио у Манастиру Клини. Дошао је на папску столицу након смрти папе Урбана II у јеку борбе за инвеституру. Проповедао је крсташки рат 1101. године. Током дуге борбе против немачких царева око инвеституре, Паскал је ревносно спроводио политику Хилдебранда у корист папске моћи, али само са делимичним успехом. Убрзо након Паскаловог ступања на столицу умро је антипапа Климент III. Паскал се обрачунао са његовим присталицама, укључујући и Теодорика, Алберта и Силвестера, антипапа који су дошли након Климента. 
Хајнрих V, син Хајнриха IV, искористио је екскомуникацију свога оца као изговор за побуну против папе. Био је још упорнији од свога оца у борби око права инвеституре. Царска скупштина у Мајнцу позвала је Паскала да посети Немачку и реши сукоб (јануар 1106), али је папа на сабору у Гвастали (октобар 1106) обновио забрану инвеституре. 
Исте године окончана је борба око инвеституре у Енглеској, у којој је кентерберијски архиепископ Анселм заједно са краљем Хенријем I преузео на себе право инвеституре прстеном и жезлом, признавајући истовремено и краљевска права. Паскал је допутовао у Француску (крајем 1106) како би тражио посредовање краља Филипа I и његовог сина Луја. Вратио се у Италију септембра 1107. године не без резултата. Након похода Хенрика V у Италију, Паскал је пристао на споразум (фебруар 1111). Он је подразумевао да се Хенрик пре добијања царске круне одрекне свих потраживања око инвеституре, док се папа обавезао да ће приморати прелате и игумане царства да се врате под власт круне. Припреме за крунисање 12. фебруара 1111. године су обављене, али су Римљани подигли устанак против немачког владара, који се морао повући повевши са собом и папу и Курију.
Након 61 дана строгог затвора током кога је норманска војска војводе Роберта I од Капуе одбијена у својој спасилачкој мисији, Паскал је попустио и признао цару право на инвеституру. Хенрик је тада крунисан у Базилици Светог Петра (13. април 1111) и, пошто је дао обећање да се неће светити за претходне сукобе, повукао се преко Алпа. Гргуровска странка била је спремна на акцију. Латерански сабор 1112. године прогласио је ништавним поступке изведене под присилом. Сабор у Бечу (октобар 1111) екскомуницирао је цара. Паскал је санкционисао овај чин. 
Паскал је издао наредбу да се поново изгради Базилика Санта Кватро Коронати која је спаљена током норманске пљачке Рима 1084. године. Током свог путовања у Француску (1106-1107) осветио је клинијску цркву Нотр Дам у Ла Шаритеу, другу највећу цркву у Европи тог времена. 
Пред крај Паскаловог понтификата отпочеле су невоље у Енглеској. Паскал се 1115. године жалио да се тамо одржавају сабори и заређују епископи без његовог одобрења. Запретио је краљу Хенрију I екскомуникацијом. Тврдило се да је Матилда од Тоскане завештала цркви своју алодијалну земљу (1115), али то није признато у Риму, нити је сачуван било какав извор о томе. Хенрик је испољио претензије на Матилдине земље и приморао папу да побегне из Рима. Паскал се вратио након царевог повлачења почетком 1118. године, али је после неколико дана умро. 
На молбу грофа Рамона Беренгара III, Паскал је 1116. године прогласио крсташки рат за заузимање Тарагоне. За време његовог понтификата византијски цар Алексије I је настојао да превазиђе раскол између православне и католичке цркве, што се завршило неуспешно, пошто је Паскал тражио да цариградски патријарх призна папски примат (крајем 1112). Било је то нешто на та православни патријарси Никола Граматик и Јован Агапет нису били спремни. 
Паскал је 15. фебруара 1113. године издао булу "Pie postulatio voluntatis". Довео је под папску заштиту и потврдио као верски Ред Светог Јована Јерусалимског, касније познатих као Витезови Хоспиталци, а данас као Малтешки ред. 